# جاكوب فورد كينت
جاكوب فورد كينت (بالإنجليزية: Jacob Ford Kent)‏ هو عسكري أمريكي، ولد في 14 سبتمبر 1835 في فيلادلفيا في الولايات المتحدة، وتوفي في 22 ديسمبر 1918 في تروي في الولايات المتحدة.